# Магико (каньон)
 Магико  (исп. Cañón Magico) — каньон в Боливии, департамент Потоси, провинция Суд Чичас.
Находится близ крохотной деревушки Тамбилло Альто (исп. Tambillo Alto), расположенной в 6,4 километрах от города Туписа.
Название каньона переводится с испанского языка как «Волшебный», что, по всей вероятности, связано с необычным видом скальных изваяний (см. фото) из красного песчаника.
Животный мир представлен дикими козлами, растительность — кактусы.

## Галерея

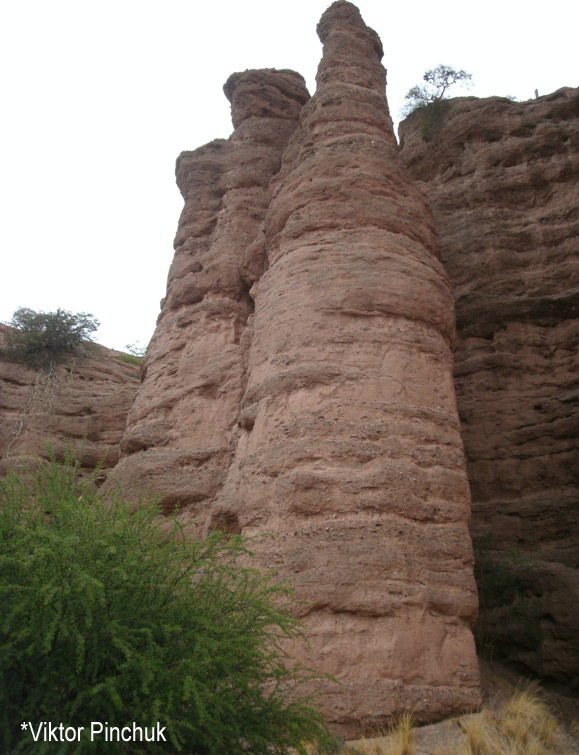
Каменные исполины у входа в каньон
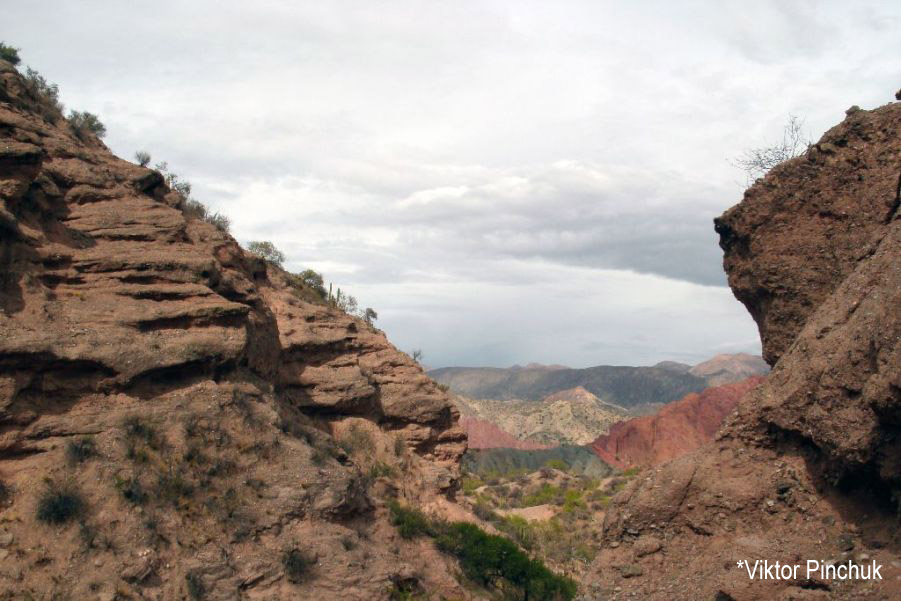
В каньоне
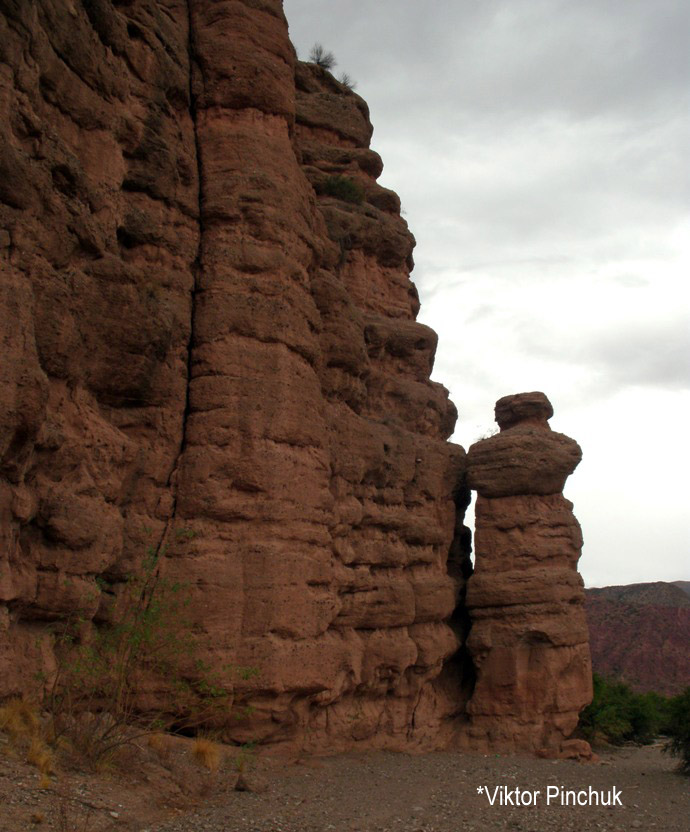
Снаружи
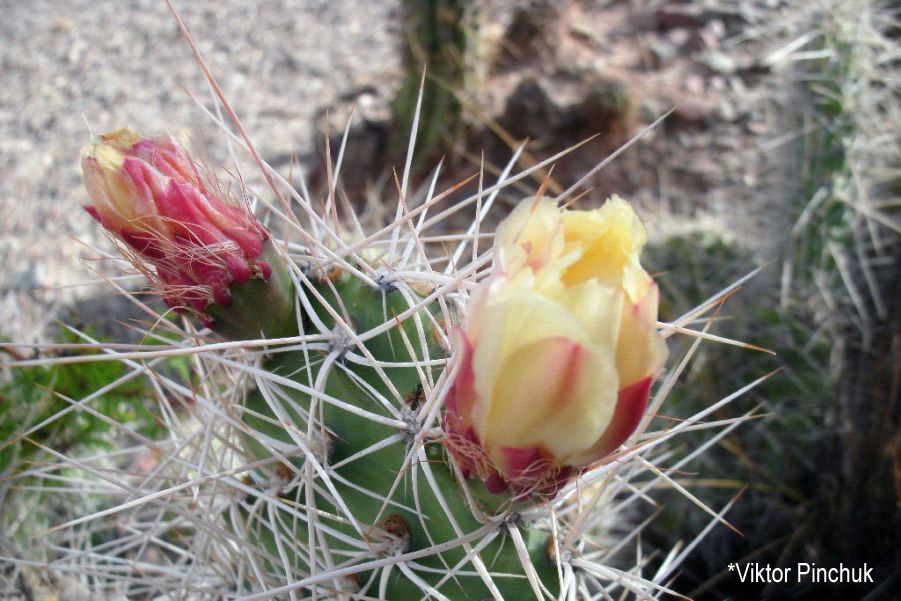
Кактус - флора каньона
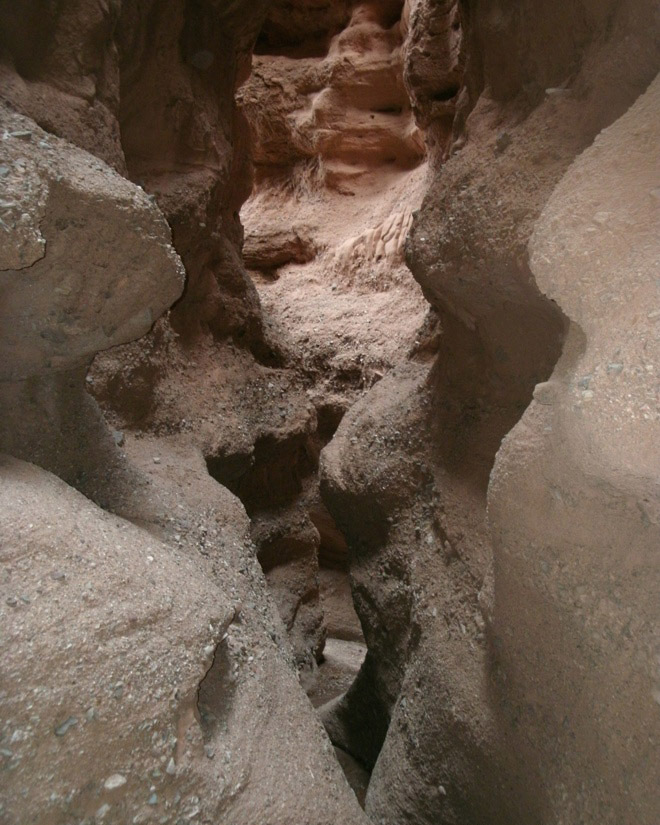
Узкая часть каньона